# Značkování

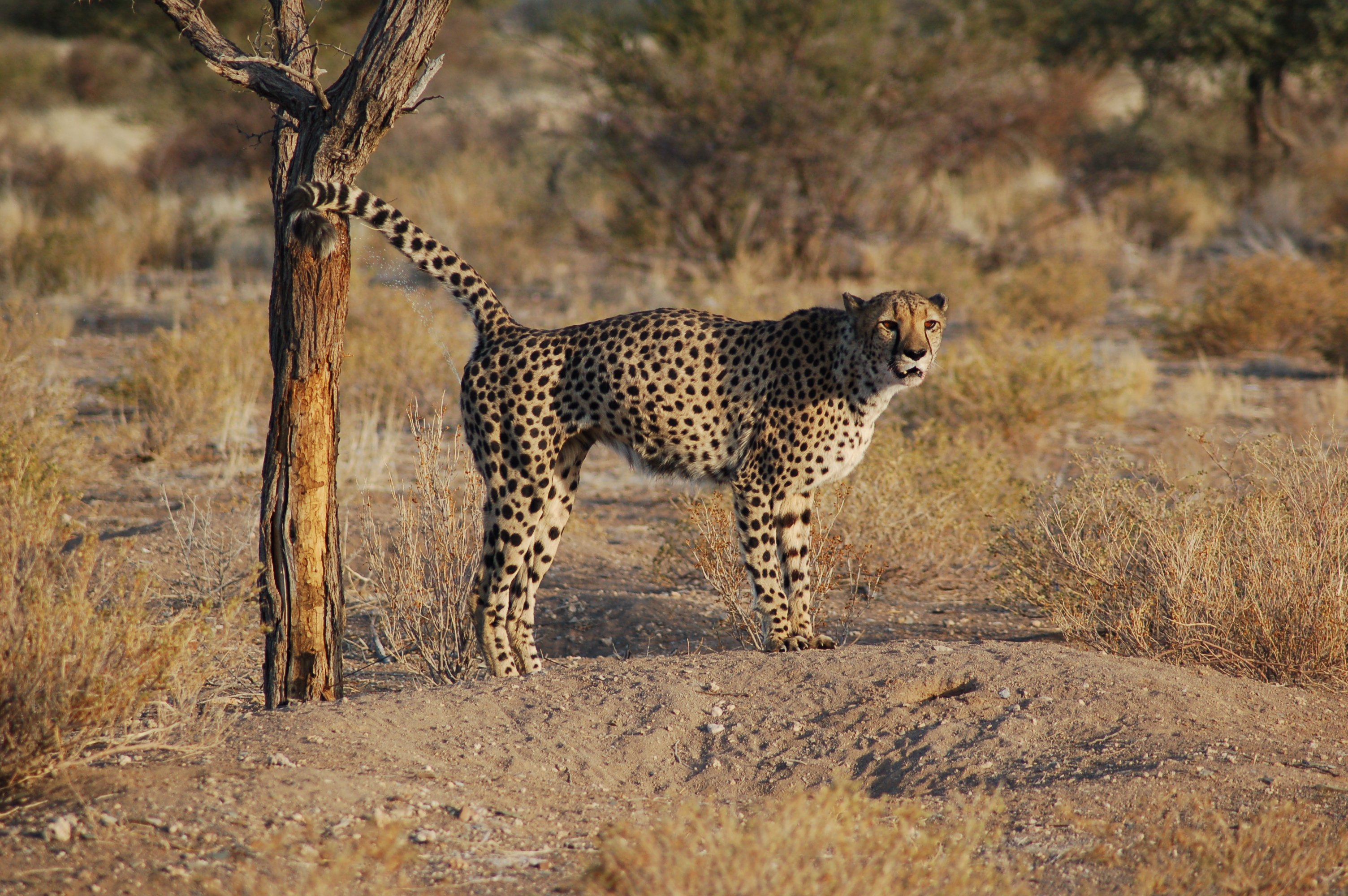
Gepardí samec si značkuje své území močením na kmen stromu. Fotografováno v jižní Namibii

Značkování je značení svého životního teritoria, které je typické pro některé živočichy. Značkování může být chemické (močí, výměšky zvláštních žláz), akustické (zpěvem, ptáci) nebo optické (odírání kůry, hromady trusu). Nejčastěji však živočichové značkují své teritorium tím, že na určitých význačných místech ukládají silně páchnoucí chemikálie, jako je moč.
Díky značkování spolu komunikují nejen zástupci jednoho druhu, ale i ve vztahu dravec-kořist. Kořist se těmto místům samozřejmě vyhýbá. Kočkovité šelmy, jako levhart nebo jaguár, používají nejen moč, ale také se otírají o vegetaci a drásají kůru stromů. Poloopice jako lemur červenobřichý značí teritorium také pachovými stopami.